# Hoquei sobre gel als Jocs Olímpics d'hivern de 1936
Als Jocs Olímpics d'Hivern de 1936 celebrats a la ciutat de Garmisch-Partenkirchen (Alemanya) es disputà una prova d'hoquei sobre gel en categoria masculina.
La competició tingué lloc entre els dies 6 i 16 de febrer de 1936 a les instal·lacions de la ciutat alemanya. La classificació final del campionat disputat en aquests Jocs Olímpics és vàlida com a 10è Campionat del Món d'hoquei sobre gel i com a 21è Campionat d'Europa d'hoquei sobre gel.

## Comitès participants
Hi participaren un total de 174 jugadors de 15 comitès nacionals diferents:
| - Alemanya (12) - Àustria (12) - Bèlgica (10) - Canadà (13) - Estats Units (11) - França (11) - Hongria (13) - Itàlia (10) |  | - Japó (9) - Letònia (11) - Polònia (11) - Regne Unit (13) - Suècia (13) - Suïssa (12) - Txecoslovàquia (13) |

## Resum de medalles
| Or | Argent | Bronze |
| Regne UnitJames Foster · Carl Erhardt · Gordon Dailley · Archibald Stinchcombe · Edgar Brenchley · John Coward · James Chappell · Alexander Archer · Gerry Davey · James Borland · Robert Wyman · Jack Kilpatrick · Arthur Child | CanadàFrancis Moore · Arthur Nash · Herman Murray · Walter Kitchen · Raymond Milton · David Neville · Kenneth Farmer · Hugh Farquharson · Maxwell Deacon · Alexander Sinclair · William Thomson · James Haggarty · Ralph St. Germain | Estats UnitsThomas Moone · Francis Shaughnessy · Philip LaBatte · Frank Stubbs · John Garrison · Paul Rowe · John Lax · Gordon Smith · Elbridge Ross · Francis Spain · August Kammer |

## Medaller
| Posició | País         | Or | Argent | Bronze | Total |
| 1       | Regne Unit   | 1  | 0      | 0      | 1     |
| 2       | Canadà       | 0  | 1      | 0      | 1     |
| 3       | Estats Units | 0  | 0      | 1      | 1     |
|         |              |    |        |        |       |
| Total   | Total        | 1  | 1      | 1      | 3     |

## Resultats

### Primera ronda
Els dos primers equips de cada grup passa a la següent ronda.
Grup A
|         | J | G | P | E | GF | GC | Pts |
| ------- | - | - | - | - | -- | -- | --- |
| Canadà  | 3 | 3 | 0 | 0 | 24 | 3  | 6   |
| Àustria | 3 | 2 | 1 | 0 | 11 | 7  | 4   |
| Polònia | 3 | 1 | 2 | 0 | 11 | 12 | 2   |
| Letònia | 3 | 0 | 3 | 0 | 3  | 27 | 0   |

| 6 de febrer | Canadà  | 8-1 (5-0,2-1,1-0)  | Polònia |
| 7 de febrer | Canadà  | 11-0 (2-0,3-0,6-0) | Letònia |
| 7 de febrer | Àustria | 2-1 (0-0,0-0,2-1)  | Polònia |
| 8 de febrer | Canadà  | 5-2 (4-0,1-2,0-0)  | Àustria |
| 8 de febrer | Polònia | 9-2 (1-0,4-0,4-2)  | Letònia |
| 9 de febrer | Àustria | 7-1 (4-0,0-0,3-1)  | Letònia |

Grup B
|              | J | G | P | E | GF | GC | Pts |
| ------------ | - | - | - | - | -- | -- | --- |
| Alemanya     | 3 | 2 | 1 | 0 | 5  | 1  | 4   |
| Estats Units | 3 | 2 | 1 | 0 | 5  | 2  | 4   |
| Itàlia       | 3 | 1 | 2 | 0 | 2  | 5  | 2   |
| Suïssa       | 3 | 1 | 2 | 0 | 1  | 5  | 2   |

| 6 de febrer | Alemanya     | 0-1 (0-1,0-0,0-0)         | Estats Units |
| 7 de febrer | Estats Units | 3-0 (0-0,3-0,0-0)         | Suïssa       |
| 7 de febrer | Alemanya     | 3-0 (1-0,1-0,1-0)         | Itàlia       |
| 8 de febrer | Alemanya     | 2-0 (0-0,1-0,1-0)         | Suïssa       |
| 8 de febrer | Estats Units | 1-2 (0-0,0-0,1-1,0-0,0-1) | Itàlia       |
| 9 de febrer | Suïssa       | 1-0 (0-0,1-0,0-0)         | Itàlia       |

Grup C
|                | J | G | P | E | GF | GC | Pts |
| -------------- | - | - | - | - | -- | -- | --- |
| Txecoslovàquia | 3 | 3 | 0 | 0 | 10 | 0  | 6   |
| Hongria        | 3 | 2 | 1 | 0 | 14 | 5  | 4   |
| França         | 3 | 1 | 2 | 0 | 4  | 7  | 2   |
| Bèlgica        | 3 | 0 | 3 | 0 | 4  | 20 | 0   |

| 6 de febrer | Hongria        | 11-2 (1-1,2-0,8-1)        | Bèlgica |
| 7 de febrer | Txecoslovàquia | 5-0 (0-0,4-0,1-0)         | Bèlgica |
| 7 de febrer | Hongria        | 3-0 (0-0,1-0,2-0)         | França  |
| 8 de febrer | Txecoslovàquia | 3-0 (1-0,1-0,1-0)         | Hongria |
| 8 de febrer | França         | 4-2 (1-0,0-1,0-0,1-1,2-0) | Bèlgica |
| 9 de febrer | Txecoslovàquia | 2-0 (0-0,1-0,1-0)         | França  |

Grup D
|            | J | G | P | E | GF | GC | Pts |
| ---------- | - | - | - | - | -- | -- | --- |
| Regne Unit | 2 | 2 | 0 | 0 | 4  | 0  | 4   |
| Suècia     | 2 | 1 | 1 | 0 | 2  | 1  | 2   |
| Japó       | 2 | 0 | 2 | 0 | 0  | 5  | 0   |

| 6 de febrer | Regne Unit | 1-0 (1-0,0-0,0-0) | Suècia |
| 7 de febrer | Regne Unit | 3-0 (2-0,0-0,1-0) | Japó   |
| 8 de febrer | Suècia     | 2-0 (1-0,1-0,0-0) | Japó   |

### Semifinals
Els dos primers grups passen a la ronda final.
Grup A
|            | J | G | P | E | GF | GC | Pts |
| ---------- | - | - | - | - | -- | -- | --- |
| Regne Unit | 3 | 2 | 0 | 1 | 8  | 3  | 5   |
| Canadà     | 3 | 2 | 1 | 0 | 22 | 4  | 4   |
| Alemanya   | 3 | 1 | 1 | 1 | 5  | 8  | 3   |
| Hongria    | 3 | 0 | 3 | 0 | 2  | 22 | 0   |

| 11 de febrer | Alemanya   | 2-1 (0-0,1-0,1-1)     | Hongria    |
| 11 de febrer | Regne Unit | 2-1 (1-1,0-0,1-0)     | Canadà     |
| 12 de febrer | Alemanya   | 1-1 (0-0,0-1,1-0,0-0) | Regne Unit |
| 12 de febrer | Canadà     | 15-0 (3-0,9-0,3-0)    | Hongria    |
| 13 de febrer | Regne Unit | 5-1 (1-0,3-1,1-0)     | Hongria    |
| 13 de febrer | Alemanya   | 2-6 (0-1,0-3,2-2)     | Canadà     |

Grup B
|                | J | G | P | E | GF | GC | Pts |
| -------------- | - | - | - | - | -- | -- | --- |
| Estats Units   | 3 | 3 | 0 | 0 | 5  | 1  | 6   |
| Txecoslovàquia | 3 | 2 | 1 | 0 | 6  | 4  | 4   |
| Suècia         | 3 | 1 | 2 | 0 | 3  | 6  | 2   |
| Àustria        | 3 | 0 | 3 | 0 | 1  | 4  | 0   |

| 11 de febrer | Estats Units   | 2-0 (0-0,2-0,0-0) | Txecoslovàquia |
| 11 de febrer | Suècia         | 1-0 (1-0,0-0,0-0) | Àustria        |
| 12 de febrer | Estats Units   | 1-0 (0-0,1-0,0-0) | Àustria        |
| 12 de febrer | Txecoslovàquia | 4-1 (0-1,2-0,2-0) | Suècia         |
| 13 de febrer | Estats Units   | 2-1 (0-0,1-1,1-0) | Suècia         |
| 13 de febrer | Txecoslovàquia | 2-1 (0-0,2-1,0-0) | Àustria        |

### Ronda final
|                | J | G | P | E | GF | GC | Pts |
| -------------- | - | - | - | - | -- | -- | --- |
| Regne Unit     | 3 | 2 | 0 | 1 | 7  | 1  | 5   |
| Canadà         | 3 | 2 | 1 | 0 | 9  | 2  | 4   |
| Estats Units   | 3 | 1 | 1 | 1 | 2  | 1  | 3   |
| Txecoslovàquia | 3 | 0 | 3 | 0 | 0  | 14 | 0   |

| 11 de febrer | Regne Unit   | 2-1 (1-1, 0-0, 1-0)           | Canadà         |
| 11 de febrer | Estats Units | 2-0 (0-0, 2-0, 0-0)           | Txecoslovàquia |
| 14 de febrer | Regne Unit   | 5-0 (2-0,3-0,0-0)             | Txecoslovàquia |
| 15 de febrer | Canadà       | 7-0 (3-0,3-0,1-0)             | Txecoslovàquia |
| 15 de febrer | Regne Unit   | 0-0 (0-0,0-0,0-0,0-0,0-0,0-0) | Estats Units   |
| 16 de febrer | Canadà       | 1-0 (1-0,0-0,0-0)             | Estats Units   |